# Willard Huyck
Willard Huyck (Los Angeles, 8 settembre 1945) è uno sceneggiatore, regista e produttore cinematografico statunitense, soprattutto noto per la sua collaborazione con George Lucas.

## Biografia
Insieme a sua moglie Gloria Katz, sposata nel 1969 e di cui è rimasto vedovo nel 2018, Huyck ha creato le sceneggiature di film tra cui American Graffiti e Indiana Jones e il tempio maledetto.
Ha diretto quattro film, l'ultimo dei quali è stato il famoso Howard e il destino del mondo (1986).
Ha scritto anche la sceneggiatura del film Benvenuti a Radioland (1994) e delle serie televisive Madri, figlie e amanti (1989) e Segreti di un infermiere di Hollywood (2008).

## Filmografia

### Regista
- Il messia del diavolo (Messiah of Evil) (1973)
- Baci da Parigi (French Postcards) (1979)
- La miglior difesa è... la fuga (Best Defense) (1984)
- Howard e il destino del mondo (Howard the Duck) (1986)